# 40 Seasons: The Best of Skid Row
40 Seasons: The Best of Skid Row è un album raccolta degli Skid Row, pubblicato nel 1998 per l'Etichetta discografica Atlantic Records.
Questo disco è stato ripubblicato dalla stessa Atlantic il 2 aprile 2007 sotto il nome di Greatest Hits.

## Tracce
1. Youth Gone Wild (Bolan, Snake) 3:21
2. 18 and Life (Bolan, Sabo) 3:49
3. Piece of Me (Bolan) 2:48
4. I Remember You (Bolan, Sabo) 5:14
5. The Threat (Bolan, Sabo) 3:48
6. Psycho Love (Bolan) 3:58
7. Monkey Business (Bolan, Snake) 4:19
8. Quicksand Jesus (Bolan, Snake) 5:21
9. Slave to the Grind (Bach, Bolan, Snake) 3:31
10. Into Another [Remix] (Bolan, Snake) 3:59
11. Frozen [Demo] (Bolan, Sabo) 5:32
12. My Enemy [Remix] (Affuso, Bolan, Hill) 3:32
13. Breakin' Down [Remix] (Sabo) 4:28
14. Beat Yourself Blind [Live] (Bolan, Snake, Hill) 5:20
15. Forever [Unreleased] (Bolan, Hill, Sabo) 4:04
16. Fire in the Hole [Unreleased] (Bolan, Hill) 3:24

## Formazione
- Sebastian Bach - voce
- Scotti Hill - chitarra
- Snake Sabo - chitarra
- Rachel Bolan - basso
- Rob Affuso - batteria